# Allonzier-la-Caille
Allonzier-la-Caille település Franciaországban, Haute-Savoie megyében. Lakosainak száma 2170 fő (2022. január 1.). Allonzier-la-Caille Cercier, Choisy, Cruseilles, Cuvat, Villy-le-Pelloux és Fillière községekkel határos.

## Népesség
A település népességének változása:
| Lakosok száma | 1745 | 1944 | 2071 | 2071 | 2176 | 2191 | 2182 | 2176 | 2170 |
|               | 2013 | 2015 | 2016 | 2017 | 2018 | 2019 | 2020 | 2021 | 2022 |